# Парос
Парос је од једно острва у групацији Киклада у Грчкој. Управно острво припада округу Парос у оквиру Периферији Јужни Егеј, где је дато острво средишње, а највеће острвско насеље Парикија је седиште оркуга. Острво са још 6 острваца у близини чини истоимену општину.

## Природни услови
Парос је једно од највећих острва Киклада, удаљено око 170 km југоисточно од Атине. Најближе мање острво Паросу је Антипарос на свега 2km, док је најближе значајније острво Паросу је Наксос на око 10 km источно. 20 km јужно од Пароса налази се острво Иос, а 30 km северно Сирос. Острво је слабо разуђено и планинско у већем делу. Квалитет стена био је благонаклон према Паросу, јер се на њену налаза велике количине квалитетног мермера (познати Мермер са Пароса). Постоји неколико долина, које су погодне за земљорадњу. Острво је познато по веома лепим песковитим плажама.
Парос спада у острва Киклада која су удаљена од копна и имају сталан недостатак воде услед сушне средоземне климе са дугим, жарким и сушним летима и благим и не баш кишовитим зимама. Биљни и животињски свет су такође особени за ову климу, а од гајених култура доминира маслина.

## Историја
За Парос, као и за целокупне Кикладе, је необично важно раздобље касне праисторије, тзв. Кикладска цивилизација, зависна и блиска Критској. После тога Парос су населили Јонци. У класично доба острво је било један од малих полиса у веома важном делу Грчке и најважнији савезник античке Атине од свих полиса-припадника Делског савеза.
После тога Паросом је владао стари Рим, а затим и Византија. Године 1204, када су Крсташи освојили Цариград, Киклади потпадају под власт Млечана (итал. Паро), под којима остају вековима, до 1537. када нови господар постаје Османско царство. Становништво Пароса било веома укључено у Грчки устанак 20их година 19. века и острво је одмах припало новооснованој Грчкој. Међутим, развој нове државе није спречио исељавање месног становништва у 20. веку. Последњих деценија ово је умањено развојем туризма.

## Становништво
Главно становништво на Паросу су Грци. Последњих година број становника се нагло повећао због развоја туризма високог нивоа. Главни град Пароикија има око 5.000 становника. Ту су и позната туристичка места Науса(Наоуса), Алики, Писо Ливади, село Лефкес и друга места.

## Привреда
Привреда Пароса традицинално се још од антике ослања на велике количине квалитетног мермера (познати Мермер са Пароса). Данас се привреда острва све више окреће туризму и поморству. Традиционално присутна пољопривреда заснива се на гајењу култура попут маслине. Гаје се и агруми и винова лоза.

## Галерија
- Традиционална улица
- Ветрењача код луке
- Црква Св. Ана , Лефкес, Парос
- Науса, рибарска лука
- рибарски бродић, Науса
- Науса, једн од плажа
- Парикиа, цркве
- Црква- Панагиа Екатаполиани(Παναγία η Εκατονταπυλιανή), позната и као „црква од 100 врата“
- Парос , лука
- једна од плажа